# El Portús
El Portús (anteriorment conegut com els Límits) és una localitat i pedania pertanyent al municipi de La Jonquera, a la província de Girona (Catalunya). Està situada a la part septentrional de la comarca de l'Alt Empordà, completament annexa a la localitat francesa d'El Pertús (Le Perthus), el límit del qual entre ambdós nuclis ve marcat per diverses fites, marques vials horitzontals i el mateix vorejat.
El lloc està situat a la vora de la carretera N-II (Route nationale 9, un cop creuada la frontera francesa), a prop de l'autopista AP-7 (A9, a França). Des dels anys 50, és un dels punts de pas més importants entre els dos països i també un immens nucli comercial, anàleg al situat al Pertús, a l'altra banda de la frontera.
L'origen de la divisió es remunta al segle XVII, quan el Tractat dels Pirineus va consagrar l'actual frontera francoespanyola a la serralada pirinenca. Un parell de segles més tard, el 1866, Espanya i França van signar un tractat fronterer que fixava la frontera exacta entre Andorra i el mar Mediterrani; en aquest tractat s'indicava on haurien d'anar cadascuna de les fites frontereres que senyalitzessin el límit entre els dos països, i que encara estan drets.
Al tractat de 1866 es fixava el límit hispanofrancès a la zona del Pertús en un rierol (Rierol de la Comtessa) que es trobava just a la vora del camí que travessava el lloc, i que ara és la Carretera Nacional II d'Espanya i el carrer principal del poble a l'altra banda de la frontera. Tot el rierol era territori francès, fins a la riba oriental. Probablement va ser als anys 1960 quan es va procedir a cobrir el rierol, que ara forma part del clavegueram del Pertús, i també quan es va començar a construir edificis al costat oriental del petit rierol, que a l'estiu no era més que una cuneta completament seca. Així doncs, la frontera va quedar soterrada i va sorgir un carrer internacional.
La divisió dels dos pobles és tal, que el carrer major del Pertús/el Portús es troba partida en dos: els edificis situats al costat occidental del carrer se situen a l'Avinguda de França (Avenue de France, oficialment) mentre que els del costat oriental tenen com a adreça postal l'Avinguda de Catalunya (oficialment Avinguda de Catalunya).
En aquest lloc és possible aparcar un vehicle a França i baixar-ne a Espanya; la calçada és enterament francesa, just fins a la vorera de la vorera del costat est, que ja és espanyola. Els cotxes que estacionen al costat oriental ho fan a França, però com que la vorera és espanyola, per pagar l'estacionament necessàriament han de travessar el carrer, on hi ha els parquímetres francesos. En una vorera s'ubiquen bancs espanyols i a la del davant entitats franceses. Hi ha un jardí i un arbre dividit entre els dos països.
La frontera recorre una gran part de l'avinguda binacional. Al costat espanyol del carrer hi ha estancs, licoreries i tot tipus de comerços que no existeixen a l'altra banda del carrer. El tabac és molt més barat a Espanya que a França, per la qual cosa no hi ha ni un sol estanc francès en diversos quilòmetres a la rodona. Passa el mateix amb l'alcohol i fins i tot amb els aliments. Pràcticament tot el costat espanyol està dedicat al comerç, a el Portús amb prou feines hi viu gent.
El Portús i el Pertús es trobaven al costat francès de la duana conjunta que hi va romandre fins a l'entrada en vigor del Tractat de Schengen, i les instal·lacions del qual encara segueixen dempeus, encara que en desús. Era l'únic lloc on per traslladar-se d'un poble espanyol a un altre calia passar per una duana. A uns sis-cents metres al nord de la duana, la frontera efectua un gir a l'est pel Carrer del Rierol de la Comtessa (oficialment, carrer del Còrrec de la Comtessa). Sota ella es troba precisament el rierol que separa Espanya i França, i per tant, el petit carrer també és binacional. Al costat francès es diu Carrer del Rierol (oficialment Rue du Ravin).
També cal destacar que es pot entrar a el Portús sense trepitjar terra francès, però per tornar a la resta d'Espanya cal creuar el carrer principal, és a dir entrar a França. Les Forces i els Cossos de Seguretat de l'Estat espanyol poden travessar la frontera sense problemes, i viceversa; és freqüent veure cotxes de la Guàrdia Civil i dels Mossos d'Esquadra (la policia autonòmica catalana) a carrers francesos. S'han donat casos en què algú ha comès alguna falta a Espanya i ha estat detingut per la policia francesa.